# 阿尔塔米拉洞
阿尔塔米拉洞（西班牙語：Cueva de Altamira）位于西班牙北部的坎塔布里亞自治區首府桑坦德市以西30公里的桑蒂利亚纳戴尔马尔小镇。洞內有距今至少12000年以前的旧石器时代晚期的人类原始绘画艺术遗迹。石洞壁画绘有野牛、猛犸等多种动物。
该洞穴是第一个被发现的绘有史前人类壁画的洞穴。这个发现於1880年首次公布，直到20世纪初一直有许多专家不相信史前人类有能力创作这样精美的画。直到1902年，洞穴壁画的真实性才得到确认，也因此人们改变了对史前人类的认知。
1985年洞穴壁画被列入联合国教科文组织的世界遗产中。

## 简介
阿尔塔米拉洞穴大约有300米长，由一系列扭曲的通道和洞窟构成。主通道高2至6米，洞穴形成原因是喀斯特作用。
考古学发现洞穴中的壁画为梭鲁特文化（公元前 18,500年）和马格德林文化（公元前 16,500年-公元前14,000年）的遗迹。两种文化都属于旧石器时代。这两者之间的时期，洞穴显然是野生动物的栖息地。约13,000年前，落石封闭了洞穴的入口，使得洞穴被保留下来直到被发现。
尽管整个洞穴都分布着壁画，但人类居住的地方仅限于洞穴口。壁画创作者用木炭、赭色和赤铁矿来绘画，通过对颜料的稀释来产生强度变化和明暗对比。他们还利用洞壁的自然轮廓使绘画产生立体效果。著名的大窟顶绘有一群不同姿势的已灭绝的西伯利亚野牛（也称草原野牛），两匹马，一头鹿和一头野猪。
在西班牙北部许多洞穴也包含其他旧石器时代的艺术，但没有一個像阿尔塔米拉洞这样复杂而丰富的遺跡幸運地存留下來給世人。在法國的肖维岩洞同樣有繪有上千幅史前复杂而丰富的技法成熟壁畫，證實可追溯至距今3萬6千年前的上二期人類文明時期。

## 发现、质疑和挖掘

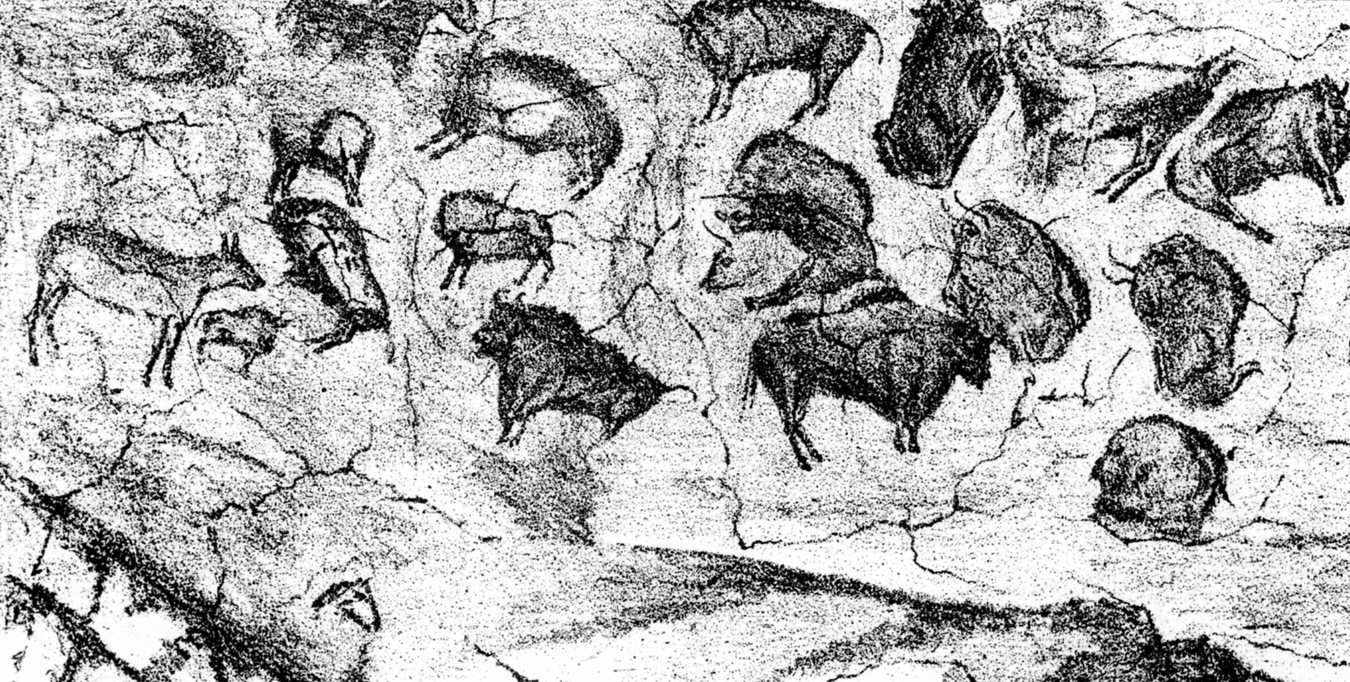
1880年桑图奥拉发表的洞穴壁画图

1879年，业余考古学家马塞利诺·桑斯·德·桑图奥拉带着他八岁的女儿玛丽亚发现了洞穴中的壁画。后来洞穴经过桑图奥拉和马德里大学考古学家胡安·比拉诺瓦·彼拉（Juan Vilanova y Piera）的发掘后，于1880年对外发表并称是旧石器时代的壁画。以加布里埃尔·德·莫尔蒂耶（Gabriel de Mortillet）和埃米尔·卡尔达伊拉（Emile Cartailhac）为首的法国专家坚决的否定了桑图奥拉和彼拉的研究成果。由于壁画艺术品质极高，保存状态也十分完好，一部分人因而心生猜疑，指控桑图奥拉指使画家伪造了壁画。
1902年，随着对其他史前绘画的不断发现和研究，证实了阿尔塔米拉壁画确实是史前人类的遗迹，学术界才同意了桑图奥拉的结论。而此时桑图奥拉早已在14年前（1888年）去世。
其后对洞穴进行了进一步的挖掘工作，分别由Hermilio Alcalde del Río在1902年至1904年间，德国人雨果·奥伯迈尔（Hugo Obermaier）在1924年至1925年间，最后由华金·冈萨雷斯·埃切加赖（Joaquín González Echegaray）在1981年进行。
科学家也在继续评估阿尔塔米拉石窟艺术的具体年龄。2008年，研究人员利用铀钍定年发现，画作的创作期间长达2万年，并不是在相对短暂的时期内完成。2012年，进一步铀钍定年研究结果发现部分艺术品十分古老，有的已经存在了35600年。

## 游客、复制品

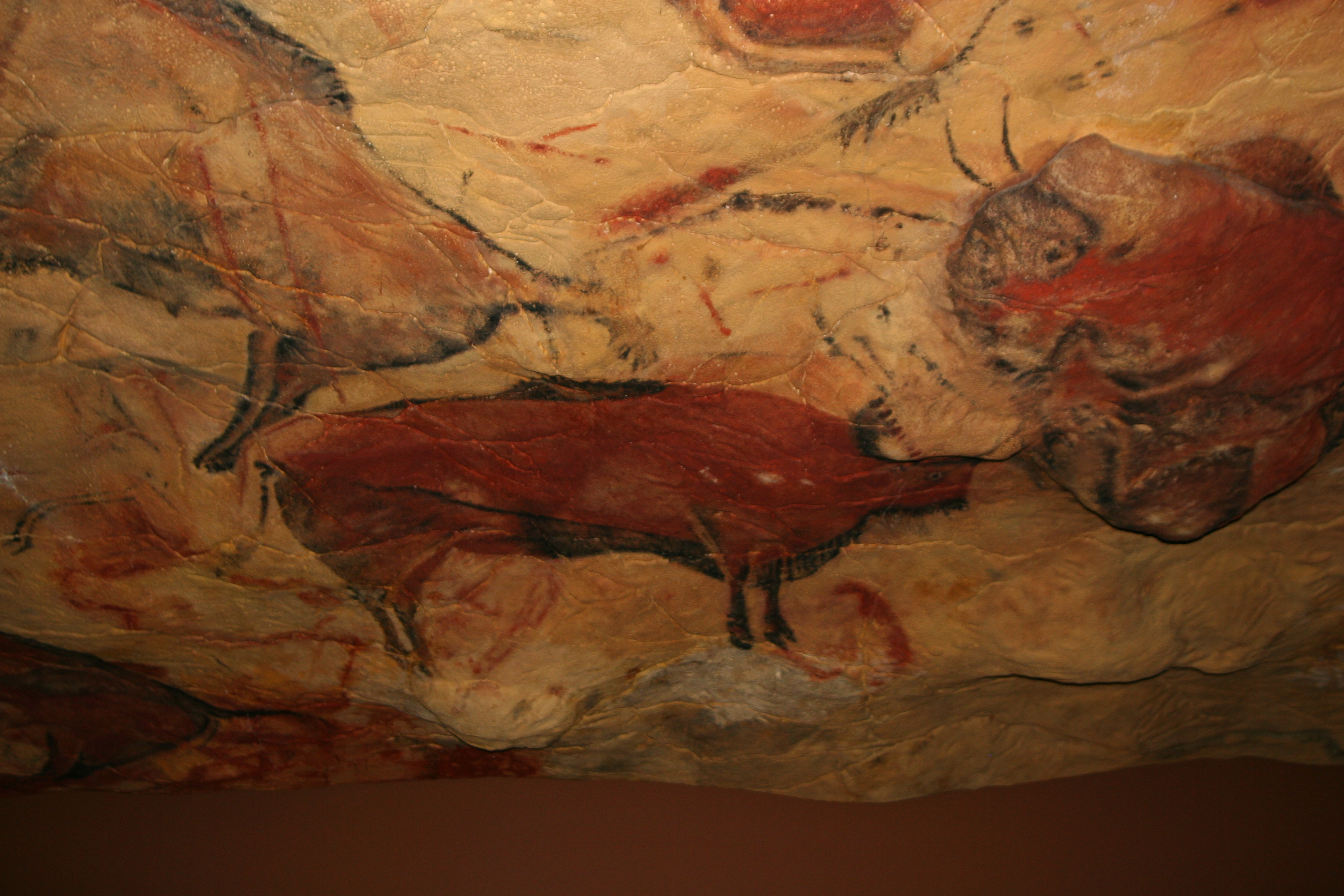
慕尼黑德意志博物馆的阿尔塔米拉洞穴复制品

在20世纪60年代和70年代，壁画因大量游客带来的二氧化碳而被损坏。1977年阿尔塔米拉洞穴完全向公众关闭，在1982年又有限的开放。每天只允许很少的游人进入，等待参观名单已经排到三年以后。2001年Manuel Franquelo和Sven Nebel在附近建成了一个洞穴复制品和博物馆，再现了洞穴和其中的艺术品。
其他有阿尔塔米拉洞穴复制品的还有相邻的国家博物馆和研究中心，包括位於马德里的西班牙国立考古博物馆、德國慕尼黑的德意志博物馆和日本。
2002年，洞穴被再次关闭。2014年1月18日，在经过讨论后洞穴又开始有限的允许公众进入，以衡量人类的存在对绘画的影响。

## 文化和影响

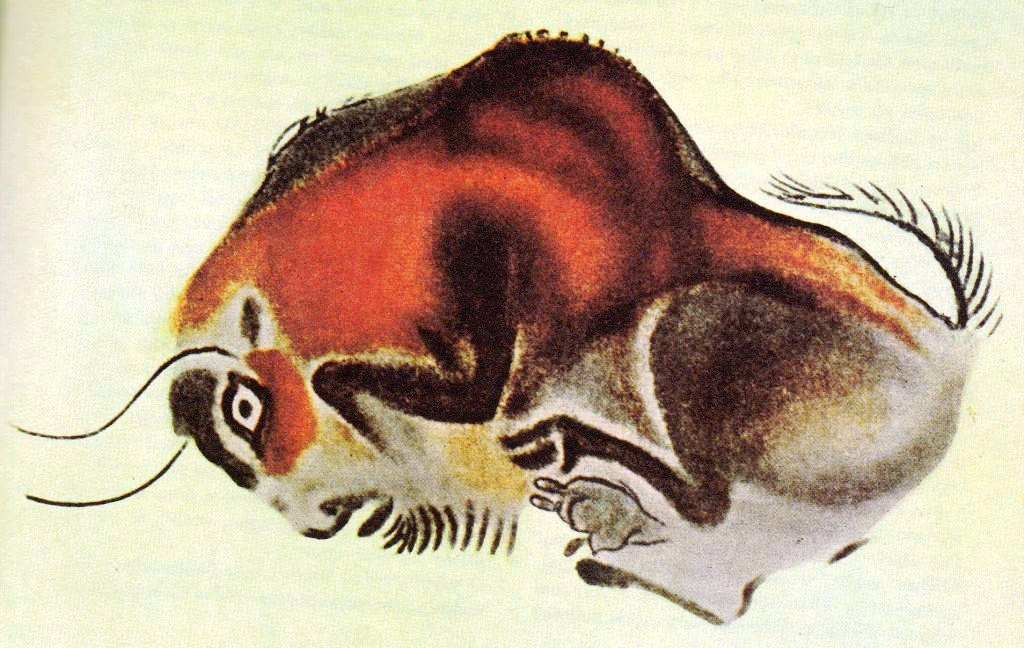
洞内最著名的画作之一《受伤的野牛》现代仿作

阿尔塔米拉洞穴绘画在西班牙文化中十分流行。坎塔布里亚自治区政府为促进旅游业设计的标志为这个洞穴画中的一个野牛的形象。BISONTE（西班牙语为“野牛”），是20世纪西班牙的香烟品牌，其标志为一个旧石器时代风格野牛的身影。
2007年，它被選為西班牙12大寶藏之一，由廣播公司Antena 3和COPE進行的競賽。
2016年，英國導演休·哈德森發行了電影“阿爾塔米拉”（Altamira）（在西班牙境外稱為“尋找阿爾塔米拉”），講述洞穴的發現，安東尼奧·班德拉斯（Antonio Banderas）以及馬克·諾普弗勒（Mark Knopfler）的音樂。
西班牙漫画人物及系列《Altamiro de la Cueva》，创作于1965年，借助了阿尔塔米拉洞穴的名气。该系列漫画描绘了一群史前穴居人的冒险故事。
标志性的野牛形象也被用于苏格兰作家哈尔·杜坎（Hal Duncan）的诗歌集《Songs for the Devil and Death》的封面。